# Camptoptera minorignatha
Camptoptera minorignatha is een vliesvleugelig insect uit de familie Mymaridae. De wetenschappelijke naam is voor het eerst geldig gepubliceerd in 2011 door Hu & Lin.